# J.Lo (албум)
J.Lo (на български: Джей Ло) е вторият албум на американската певица Дженифър Лопес, издаден през януари 2001 г. Включва в себе си 15 музикални изпълнения, четири от които са хитовите сингли „Love Don't Cost a Thing“, „Play“, „Ain't It Funny“ и „I'm Real“.

## Списък с песните

### Оригинален траклист
1. Love Don't Cost a Thing – 3:41
2. I'm Real – 4:58
3. Play – 3:31
4. Walking on Sunshine – 3:46
5. Ain't It Funny – 4:05
6. Cariño – 4:15
7. Come Over – 4:52
8. We Gotta Talk – 4:06
9. That's Not Me – 4:31
10. Dance with Me – 3:52
11. Secretly – 4:25
12. I'm Gonna Be Alright – 3:43
13. That's the Way – 3:53
14. Dame (Touch Me) (with Chayanne) – 4:23
15. Si Ya Se Acabo – 3:36

### Малайзийско издание
1. I'm Real (Murder Remix) (с Ja Rule) (0:00–4:18/съдържа скрит трак Can't Believe – 4:20–9:03)) – 9:03

### Испанско издание
1. Amor Se Paga con Amor – 3:44
2. Cariño (испанска версия) – 4:15
3. Qué Ironía (Ain't It Funny) – 4:05

### Японско издание
1. I'm Waiting – 3:11

### Специално издание за Северна Америка и Интернационално чисто издание
1. I'm Real (Murder Remix) (с Ja Rule) – 4:22

### Европейско специално издание
1. Pleasure Is Mine – 4:17
2. I'm Waiting – 3:11
3. I'm Real (Murder Remix) (с Ja Rule) – 4:22

### Специално лимитирано издание фен пакет
1. I'm Real (Murder Remix) (с Ja Rule) – 4:22
2. Can't Believe (скрит трак) – 4:43

### Специално лимитирано издание фен пакет (бонус касета)
1. Play (Thunderpuss Radio Mix) – 3:17
2. Love Don't Cost a Thing (Schoolyard Mix) – 4:02

### Американско Trans World Entertainment ексклузивно лимитирано издание
1. Pleasure Is Mine – 4:17
2. Amor Se Paga con Amor – 3:44